# Parazacco spilurus
Parazacco spilurus es una especie de peces de la familia de los
Cyprinidae en el orden de los Cypriniformes.

## Morfología
- Los machos pueden llegar alcanzar los 11 cm de longitud total.[1]

## Hábitat
Es un pez de agua dulce y de clima tropical

## Distribución geográfica
Se encuentran en Asia